# سيمور جلال
سيمور جلال هو فنان عراقي من مواليد (27 تموز 1983) في بغداد. يعشق الفن منذ الصغر، دخل معهد الفنون الجميلة في بغداد قسم الموسيقى سنة 1999 وأكمل دراسته في مجال الموسيقى في المعهد عام 2004. يتقن سيمور العزف على آلة العود، والساز التركي، كما ويجيد العزف على البيانو والكمان. انتج العديد من الأغاني العراقية بعضها من الحانة وبعضها من الحان ملحنين معروفين في العراق. وبعدها ذاع صيته في الوطن العربي منذ اشتراكه في برنامج ذا فويس: أحلى صوت (الموسم الثاني) على قناة ام بي سي 1  وقد غنى أيضاً باللغة السريانية واللغة التركية.

## طفولته وبدايته الفنيّة
سيمور جلال من مواليد بغداد - حي الدورة. شارك في عدة أنشطة غنائية منذ صغره، التي ساعدت على تنمية حب الغناء لديه، فقد كان في صغره يحبّ الموسيقى ويغنّي. اكتشف موهبته بمشاركته في الأنشطة المدرسيّة الفنيّة وحظي بتشجيعٍ كبير من أقاربه وأصدقائه. وفي عمر 16 سنة، وقف على مسرح للمرّة الأولى أمام جمهور كبير وغنّى لموسيقار الاجيال محمد عبد الوهاب.
صقل موهبته بالدراسة عند دخوله معهد الفنون الجميلة في بغداد عام 1999 وتخصص في الغناء الشرقي والعزف على آلة العود وأجاد العزف على البيانو والساز التركي والكمان. تتلمذ على أيدي أساتذة كبار وكان متفوقاً في دراسته وتخرج عام 2004.
كانت خبرته الرسمية الأولى في الغناء هي في قاعة الأورفلي للفنون في بغداد عام 2000 حين التقى بالفنانة والرسامة وداد الاورفلي  عن طريق الفنان الرسام الكبير سهيل الهنداوي واعجبت بصوته وعزفه، فأصبح يؤدي العزف والغناء خلال أمسيات أسبوعية. من خلال هذه الفرصة تعرف على الموسيقارالعراقي سالم حسين الأمير، عازف القانون الكبير للفنان القدير ناظم الغزالي، وتطورت علاقتهم لصداقة ليكون بمثابة أكثر من معلم، بل أب روحي لسيمور.

## أغاني خاصة
أصدر عام 2004 ألبوماً طربياً على العود فقط بعنوان (طرب)، يحتوي على أغاني ناظم الغزالي وام كلثوم وصباح فخري ومحمد عبد الوهاب ووديع الصافي. كما أصدر عدة أغاني عراقية، منها: هذا النصيب، هلا بلاعبنا، ما ريده بعد، يالمحبوبة، موال الخيانة؛ وذلك خلال خلال سنتي 2011 إلى 2012.
وبعد برنامج ذا فويس اصدر أغاني منفردة جديدة: الأولى بعنوان «حبك راقي» من كلمات الشاعر العراقي حامد الغرباوي ومن ألحانه الخاصة وتوزيع الموزع اللبناني عمر صباغ والتي احتلت المرتبة الأولى في أول اسبوع دخلت فيه سباق الأغاني على قناة (أغاني أغاني) اللبنانية. واصدر ايضاً موّال وطني بعنوان: «ياوطن يالطاهر ترابك» من كلمات الشاعر العراقي ميثم المالكي والحان وتوزيع سيمور جلال. وكذلك اصدر في 2014 أغنية خليجية بعنوان «قرري» من كلمات الشاعر السعودي عبد اللطيف بن عبد الله آل الشيخ، والحان الملحن السعودي زيد الجيلاني وتوزيع الموزع المصري وليد فايد.
الأغاني المنفرده:
| الأغنية                              | استماع        | معلومات |
| ------------------------------------ | ------------- | --- |
| حبك راقي                             | استماع (2014) | كلمات: حامد الغرباوي \| الحان: سيمور جلال \| توزيع: عمر صباغ                                                    |
| ياوطن يالطاهر ترابك                  | استماع (2014) | كلمات الشاعر: ميثم المالكي \| الحان وغناء: سيمور جلال \| توزيع موسيقي: سيمور جلال \| عزف كلارنيت: غسان أبو حلتم |
| قرري (فيديو كليب)                    | مشاهدة (2014) | كلمات: عبد اللطيف الشيخ \| الحان: زيد الجيلاني \| توزيع: وليد الفايد                                            |
| نشيد موطني                           | استماع (2014) | التوزيع الموسيقي والغناء: سيمور جلال                                                                            |
| غرباء                                | استماع (2015) | كلمات: حنين عمر \| الحان: سيمور جلال \| توزيع: انس حداد \| ماسترينغ: محمد مقهور                                 |
| قصيدة (بغداد)                        | استماع (2015) | الحان الموسيقار: نصير شمة \| كلمات الشاعر: عبد الرزاق عبد الواحد \| التوزيع الموسيقي: رفيق عدلي                 |
| صباح الخير يا امي + (موال عراقي انا) | استماع (2015) | الحان الموسيقار: نصير شمة \| كلمات: سعد جاسم \| مع موال (عراقي وافتخر انا)تاليف سيمور جلال                      |
| اخيراً                                | استماع (2015) | كلمات الشاعرين: حامد الغرباوي وحنين عمر \| الحان: سيمور جلال                                                    |

## مواهب فنيّة أخرى إلى جانب الغناء
إن الموهبة عند سيمور لا تقف عند العزف والغناء فقط؛ فقد خاض غمار التأليف الموسيقي والتلحين أيضا وهو في الثامنة عشر من عمره فقد ألّف العديد من المقطوعات الموسيقية ولحن العديد من الأغاني وأهمها مقطوعة «حزن بغداد».
الموسيقى العراقية والتركية والمصريّة والخليجيّة هي المفضّلة عنده. مثاله الأعلى في الفن محمد عبد الوهاب  وادّى أغاني بعدة لهجات أخرى مثل الأغاني الجزائرية  وفن القدود الحلبية  والغناء بالفصحى كقصيدة «ناعسة الجفون».

## تجربته مع الاغاني التركية
تعرف إلى الموسيقى التركية منذ ان كان عمره 12 سنة بتأثير من والده الذي كان مستمع جيد لتلك الموسيقى ولفتت انتباهه المقامات التركية باشكالها والوانها. بالرغم من انه لا يجيد التكلم باللغة التركية؛ أصبح يتقن تلك الأغاني إلى حد كبير ويؤدي لاشهر المغنيين الاتراك مثل إبراهيم تاتليسس. وتعلم عزف الات موسيقية تركية أبرزها الساز التركي.

## مشاركته في برنامج أحلى صوت وأراء الموسيقين والمشاهير فيه
في مطلع 2014 اشترك سيمور جلال في برنامج أحلى صوت MBC The Voice، وبعد أن التفّ له جميع المدربين (عاصي الحلاني، صابر الرباعي، شرين عبد الوهاب، كاظم الساهر) في «اللفة الرباعية» اختار سيمور الانضمام لـ «فريق صابر». واجتاز كل المراحل بامتياز من مرحلة الصوت وبس إلى المواجهة إلى العروض المباشرة؛ حيث كان في كل حلقة يفوز بتصويت الجمهور، إلى أن وصل العرض النهائي وأصبح ممثل فريق الفنان صابر الرباعي.
خلال تواجد سيمور جلال في البرنامج ازدات شعبيته في الوطن العربي، واثار اعجاب العديد من الموسيقين والمشاهير الذين افصحوا عن اعجابهم به مثل اصاله نصري، سلمى رشيد، ليليا الاطرش ، والشاعر عبد اللطيف بن عبد الله آل الشيخ الذي بدوره اهداه أغنية وفيديو كليب لاحقا بعد انتهاء البرنامج تعبيرا عن اعجابه بموهبته ودعمه اياها. كمان مخرج البرنامج نفسه باسم كريستو مال لتشجيعه في النهائيات  وغيره من الشخصيات المعروفه التي اعجبت بموهبته. اما موسيقيا فأشادت الدكتورة الموسيقية امل إبراهيم (مدربة فريق صابر) بقدراته وإمكانياته الصوتية واحساسه وثقافته الموسيقية المتنوعة فهو حالة غريبة يجمع بين كل الألوان الغنائية. كذلك المدربين الأربعة اثنوا على إمكانياته في تأدية الأغاني الصعبة بدون اخطاء فأطلقت عليه الفنانة شرين عبد الوهاب لقب سيمفونية ، وقال الفنان كاظم الساهر ان صوته يشّرف أهل بلده وينافس به إلى النهاية. اما الفنان صابر الرباعي فقال ان صوته تخطّى العالمية.

## أغانيه: خلال برنامج أحلى صوت
| التصفية                         | الأغنية                        | المطرب الأصلي                 | النتيجة                                                                 |
| ------------------------------- | ------------------------------ | ----------------------------- | ----------------------------------------------------------------------- |
| التجارب (مرحلة الصوت وبس)       | لما أنت ناوي                   | محمد عبد الوهاب               | التفاف المدربين الأربعة في اللفّة الرباعية - وانضمامه لفريق صابر الرباعي |
| مرحلة المواجهة - مع خالد النجّار | سبوني يا ناس                   | صباح فخري                     | فاز باختيار صابر الرباعي بعد إجماع المدرّبين الأربعة على تفوّقه بالاداء   |
| العرض المباشر الأول             | يا طيور الطايرة                | سعدون جابر                    | فاز بتصويت الجمهور                                                      |
| العرض المباشر الثاني            | اختلفنا                        | محمد عبده                     | فاز بتصويت الجمهور                                                      |
| العرض المباشر الثالث            | عبرت الشط                      | كاظم الساهر                   | فاز بتصويت الجمهور                                                      |
| حلقة النصف نهائيات              | ابعتلي جواب                    | صباح فخري - فن القدود الحلبية | فاز بتصويت الجمهور                                                      |
| الحلقة النهائية                 | حلف القمر                      | جورج وسوف                     |                                                                         |
| -                               | عيرتني بالشيب + خيو بنت الديرة | ناظم الغزالي + سعدون جابر     |                                                                         |
| -                               | ايد بايد                       | الأغنية الجماعية              |                                                                         |
| أغنية المواهب الجماعية          | أحلى لون                       | الأغنية الجماعية              |                                                                         |

## حملة أهلنا (2015) مع الموسيقار نصير شمه
قام سيمور بالمشاركة في حملة (أهلنا) إلى جانب الموسيقار العراقي نصير شمه (2015) حيث اقام حفل غنائي خيري؛ يهدف إلى جمع التبرعات للنازحين العراقيين؛ ومن خلالة أطلق الاغنيتين الوطنيتين من الحان الموسيقار نصير شمه هما: بغداد + صباح الخير يا امي.
حيث بدأ الإعلان عن حملة «أهلنا» تحت شعار رعاية النازحين وعودتهم لأهلهم، والتي تعد أكبر حملة لإغاثة النازحين، والتي انطلقت في الأول من مايو 2015. مشاركة سيمور في الحفل الموسيقي ل نصير شمه والذي قام على المسرح الوطني في 4/5/2015 حيث قدم اغنيتان تحمل الأولى عنوان بغداد من كلمات الشاعر «عبد الرازق عبد الواحد» والثانية الوطن -الام من كلمات الشاعر «سعد الجاسم» والاغنيتين من الحان الموسيقار "نصير شمه"

## الجوائز والشهادات التقديرية والمهرجانات الموسيقية
حصل على العديد من الجوائز والشهادات التقديرية نذكر منها:
- قاعة الأورفلي بغداد
- دار الأندى في عمان
- معهد الفنون الجميلة في بغداد
- الممثل النهائي لفريق صابر الرباعي بتصويت الجمهور في برنامج ذا فويس: أحلى صوت (الموسم الثاني).
- الضيف الخاص لحفلة صابر الرباعي 2014، في مهرجان قرطاج الدولي في تونس. مشاهدة (2014)
- المشاركة في حملة (أهلنا) إلى جانب الموسيقار العرافي نصير شمه (2015) حيث اقام حفل غنائي خيري؛ يهدف إلى جمع التبرعات للنازحين العراقيين؛ ومن خلالة أطلق الاغنيتين الوطنيتين من الحان الموسيقار نصير شمة هما: بغداد + صباح الخير يا امي.

## وصلات خارجية
- الصفحة الرسمية لسيمور جلال على الفيسبوك
- الصفحة الرسمية لسيمور جلال على تويتر
- الصفحة الرسمية لسيمور جلال على الانستجرام
- الصفحة الرسمية لسيمور جلال على اليوتيوب